# Shinano (porte-avions)
Pour les articles homonymes, voir Shinano.
Le Shinano (信濃) est un porte-avions de la Marine impériale japonaise de la Seconde Guerre mondiale. Devant être le troisième cuirassé de la classe Yamato (sur un total de cinq prévus), il fut converti en porte-avions au cours de sa construction, ce qui en faisait le plus grand porte-aéronefs de sa génération ; il est resté en tonnage le plus grand porte-avions jamais construit jusqu'au lancement du Forrestal, 11 ans plus tard.
Comme tous les autres cuirassés japonais, le Shinano était baptisé en hommage à une province du Japon traditionnel (la province de Shinano située dans l'actuelle préfecture de Nagano). Comme le porte-avions Kaga, lui aussi cuirassé converti en porte-avions, il ne fut pas rebaptisé après sa conversion.

## Construction
Les Japonais ayant tiré les leçons du désastre de Midway   (quatre  porte-avions  japonais  perdus) donnèrent  priorité au blindage durant la conversion du Shinano ; le pont d'envol, notamment, était recouvert de 17 000 tonnes d'acier et prévu pour résister à l'impact  de bombes de 1 000 livres.
Le Shinano était conçu pour être utilisé en soutien d'une flotte de porte-avions, grâce à ses vastes ateliers et ses réservoirs de carburant. Au début du projet, il ne devait pas posséder d'appareils propres. Toutefois, il finit par recevoir un hangar pour ses propres avions, mais le nombre de ceux-ci resta assez limité, n'atteignant que 47.
De silhouette, il était semblable au Taiho, avec un îlot sur la droite englobant la cheminée inclinée vers l'extérieur. Sa grande largeur, plus de 36 m, avait une incidence sur sa vitesse, dans la mesure où, avec un appareil moteur de 150 000 chevaux, il ne filait que 27 nœuds, soit 6 de moins que le Taiho à puissance égale. Le pont d'envol faisait 256 m sur 40 m et s'étendait de l'étrave à l’extrême arrière, sa structure faisant partie intégrante de la coque. Il possédait deux ascenseurs dans l'axe. Les chaudières et l'appareil moteur étaient ceux prévus pour le bâtiment lors de sa conception comme cuirassé.
La conversion du Shinano fut tenue secrète (les Américains ne découvrant qu'après la guerre l'existence du porte-avions géant, l'Archerfish fut d'abord crédité de la perte d'un porte-avions non identifié de 28 000 tonnes).

## La perte duShinano

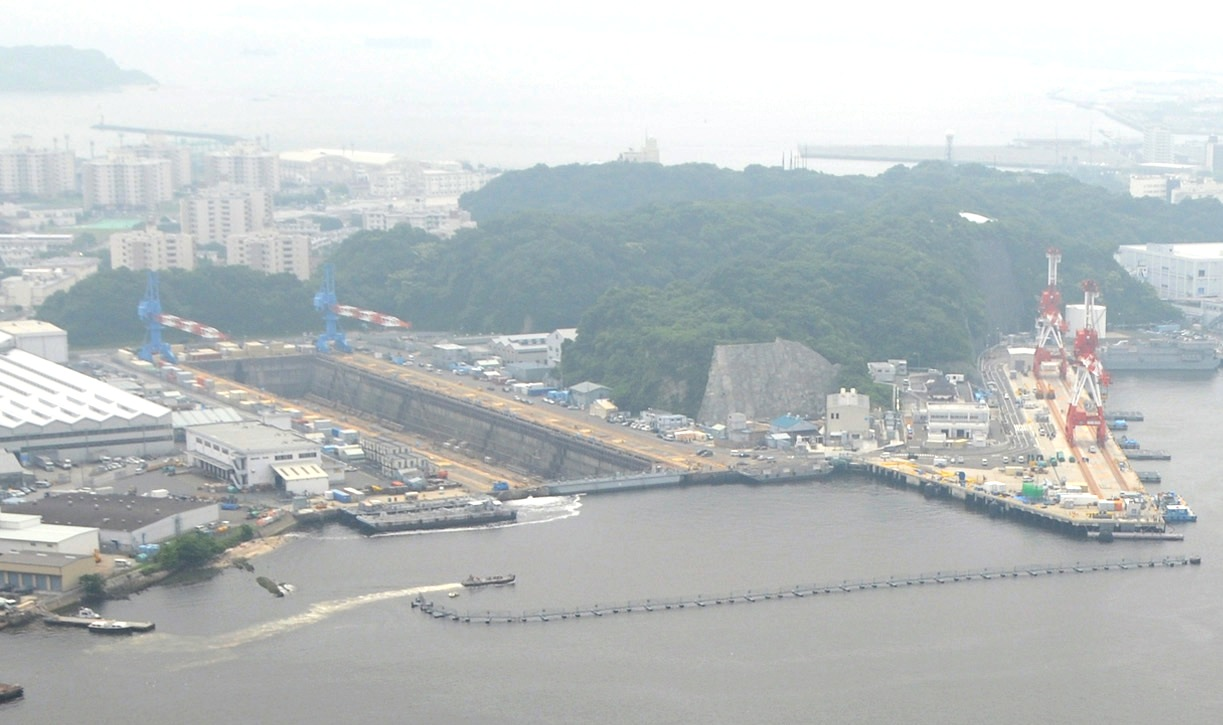
Le quai naval n° 6 de Yokosuka, où le Shinano a été construit.

Le Shinano fut coulé le 29 novembre 1944 par un chapelet de quatre torpilles sur les six tirées en éventail à courte distance, en plongée périscopique, malgré la faible profondeur et la protection de trois destroyers nippons,  par le sous-marin américain USS Archerfish (sous le commandement du commander Joseph F. Enright), alors qu'il se rendait  de  Yokosuka, le site de sa construction, à Kure ; le système de compartimentation de la coque, qui n'avait pas été testé, ayant cédé.
Le Shinano n'avait pris la mer que depuis quelques heures à peine lorsqu'il fut repéré par l’Archerfish avant que le contact soit perdu, puis rétabli environ 10 heures plus tard, à cause de problèmes de moteurs du Shinano.   Le Shinano fut touché à 3 h 17 par les torpilles américaines mais continua sa route.  À 6 h 0, l'inondation de la salle des machines était complète et le Shinano s'arrêta. Il sombra à 11 heures du matin, après 20 heures de  mer seulement, emportant avec lui une bonne partie de son équipage, qui s'était rassemblé sur le pont d'envol pour assister au naufrage, en hommage au navire, au Japon et à l'empereur.
Les survivants racontèrent qu'il fut impossible de maîtriser la montée des eaux dans le bâtiment, les rivets des compartiments étanches cédant les uns après les autres. Il semble d'autre part que le porte-avions avait un défaut de conception entre la coque épaisse anti-torpilles et la ceinture cuirassée ; c'est précisément là que les torpilles de l’Archerfish, réglées pour frapper juste au-dessous de la surface, ont touché le géant,  lui infligeant des dommages irréparables. 
Le Shinano demeure encore à ce jour le plus grand bâtiment de guerre à avoir été coulé par un sous-marin.